# Мань-Холупъятоип
Мань-Холупъятоип (устар. Мань-Холуп-Я-Тоип) — река в Советском районе Ханты-Мансийского автономного округа. Устье реки находится на 7-м км по правому берегу реки Мань-Холупъя. Длина реки составляет 12 км.

## Данные водного реестра
По данным государственного водного реестра России относится к Нижнеобскому бассейновому округу, водохозяйственный участок реки — Северная Сосьва, речной подбассейн реки — Северная Сосьва. Речной бассейн реки — (Нижняя) Обь от впадения Иртыша.